# ترک (میانه)
تَرک یکی از شهرهای استان آذربایجان شرقی در شمال‌غرب ایران است. این شهر مرکز دهستان کندوان و بخش کندوان شهرستان میانه می‌باشد. شهر ترک در میان جاده نیر به میانه واقع شده‌است.
این شهر در ۲۵ کیلومتری شمال‌شرقی شهر میانه (مرکز شهرستان)، در دشتی در جنوب قسمت میانی بخش کندوان واقع است و حدود ۵۲۵، ۱ متر ارتفاع دارد. دامنه‌های جنوبی رشته‌کوه بزقوش بر آن مشرف است.
ترک در منطقهٔ آب‌وهوایی سرد و خشک قرار دارد. میانگین بیشترین دمای آن در تابستان‌ها °۳۵، میانگین کمترین آن در زمستان‌ها °۱۸-، و میانگین بارش سالانهٔ آن حدود ۲۵۰ میلی‌متر است. آب شهر از رود، چشمه و قنات تأمین می‌گردد. از مراتع غنی و فراوان پیرامون شهر برای دامداری استفاده می‌شود. وجود رود و اراضی حاصلخیز و مراتع پیرامون را در پیدایش آبادی ترک و سکونت در آن مؤثر دانسته‌اند.
این منطقه به دلیل قرار گرفتن در جنوب دامنه‌های رشته‌کوه‌های بزقوش حاصل‌خیز بوده و باغات سیب این منطقه بسیار معروف است. زبان مردم آن ترکی آذربایجانی است.
حبیب ساهر ، شاعر آذربایجانی در این شهر متولد شده است.

## نام
واژهٔ تَرْک در زبان‌های مختلف معانی متفاوتی دارد ولی معلوم نیست چرا این مکان به این نام خوانده شده‌است.
- در زبان فارسی قدیم: عارضه‌ای است به مانند کلات اما راه دسترسی آن بر خلاف کلات که یک راه است در این عارضه راه دسترسی بیشتر است به عبارت دیگر این عارضه به تپه ای محسوب می‌گردد که نیمی از آن عارضه کمر است. حداقل یک سمت ترک پرتگاه وجود دارد.[۳]
- در زبان فارسی: فرهنگ رشیدی، صفحهٔ ۴۲۲ ترک را کلاه خود - سوزه کلاه و خیمه و مانند آن - و قصبه‌ای در آذربایجان معنی کرده‌است.
- در زبان فارسی: فرهنگ ناظم‌الاطبا، جلد ۲، صفحهٔ ۸۵۵ ترک را اسم فارسی دانسته و معنی کرده‌است: کلاه خود و مغفر که در روز جنگ بر سر نهند و میان بند عمامه؛ و بخش و سوز کلاه و خیمه و مانند آن همچون کلاه سه ترک و چهار ترک؛ و آن جای از پشت ستور سواری که در خلف سوار واقع شود و آنچه سوار در خلف خود از بار و اسباب سفری می‌بندد؛ و اسم خاص قصبه‌ای از مضافات آذربایجان.[۴]
- در زبان ترکی: محمود کاشغری در دیوان لغات الترک ترک را به معنی زود و با شتاب ترجمه کرده‌است.[۵]
- در زبان عربی: مصدر (عربی: تّرک)[۶] معنای گذاشتگی و هلیدن و وانهادن - گریختگی و فرار - قطع علاقه - عزلت و اعتزال - غفلت و اهمال - خطا و سهو را می‌رساند.[۴]

## جمعیت
بر پایه سرشماری عمومی نفوس و مسکن در سال ۱۳۹۵ جمعیت این مکان ۲٬۰۳۱ نفر (۶۰۲ خانوار) بوده‌است.

## تاریخچه
قدیمی‌ترین سندی که در آن نام ترک آمده‌است کتاب محمود کاشغری به نام دیوان لغات الترک نوشته شده به سال ۴۶۶ هجری قمری معادل ۴۵۶ هجری شمسی می‌باشد که در آن از تَرک به عنوان شهری از سرزمین تُرک یاد شده‌است.
از آثار باستانی باقی مانده در ترک می‌توان از بنای تاریخی مسجد سنگی ترک و قبرستان سادات نام برد.
زلزله مورخ دوم فروردین ۱۲۵۸ هجری شمسی که در ساعت ۳ و ۴۲ دقیقه بامداد با قدرت تخمینی ۶٫۷ در مقیاس بزرگی ریشتر به مرکز دامنه جنوبی رشته کوه بزقوش رخ داد باعث وارد شدن آسیب سنگین به ترک گردید. ویرانی خانه‌ها در اثر این زلزله و رانش زمین موجب شد حدود ۵۰۰ نفر از اهالی ترک جان خود را از دست بدهند. ضمناً دو مناره مسجد سنگی ترک و گنبد آجری و بخش فوقانی دیوار آن تخریب گردید.